# Luchazes
Luchazes è una municipalità dell'Angola appartenente alla Provincia di Moxico. Ha 24.058 abitanti (stima del 2006).
Il capoluogo è Cangambe.